# Jaromira Labudda
Jaromira Labudda (kaszub.) Jaromira Labùdda (ur. 24 kwietnia 1961) – kaszubska poetka, nauczycielka języka kaszubskiego, córka działacza kaszubskiego, pisarza i felietonisty Aleksandra Labudy.

## Życiorys
Urodziła się 24 kwietnia 1961 roku jako córka Aleksandra Labudy (1902-1981) i Jadwigi z d. Krefft (1918-1997). W 1981 roku skończyła liceum ogólnokształcące w Kartuzach. W 2001 roku ukończyła filologię polską na Uniwersytecie Gdańskim. Mieszka w Tłuczewie w budynku dawnej szkoły (od 1970 roku domu rodziny Aleksandra Labudy).
Zawodowo związana z zawodem nauczycielskim w zakresie nauczania języka polskiego i języka kaszubskiego. Stała się pionierką nauczania języka kaszubskiego. Pracowała w kaszubskiej szkole na Głodnicy w latach 1992-2000. Obecnie uczy w Zespole Szkół w Lini. Opracowała również pierwszy program nauczania języka kaszubskiego, zatwierdzony i wydany przez Ministerstwo Edukacji Narodowej. Jako pierwsza, jeszcze w latach 90. opracowała podręczniki do nauki tego języka. W 1999 roku otrzymała nagrodę Ministerstwa Edukacji Narodowej za szczególne osiągnięcia w edukacji regionalnej. Ponadto prowadzi kursy języka kaszubskiego dla nauczycieli oraz lektorat języka kaszubskiego dla studentów. Współpracuje z Uniwersytetem w Sapporo (z prof. Motoki Nomachi). Na potrzeby studiów językoznawczych dokonała nagrań magnetofonowych i video utworów własnych i swego ojca dla Uniwersytetu Warszawskiego, Łużyczan oraz uniwersytetów Cambridge i Oxford w Anglii.

## Twórczość
Od najmłodszych lat związana ze środowiskiem literackim i nauczycielskim, pozostawała też pod twórczym wpływem ojca. Była odpowiedzialna za opracowanie, przygotowanie do druku, a czasem i tłumaczenie rękopisów dzieł Aleksandra Labudy. W 2012 roku opracowała również zarys biografii i monografii literackiej Labudy.
Jako poetka zadebiutowała w 1977 roku na łamach regionalnego czasopisma Pomerania. Zdobywała również laury w organizowanych przez Zrzeszenie Kaszubsko-Pomorskie konkursach literackich. Jej utwory znalazły się w licznych zbiorach kaszubskiej poezji, antologiach. Samodzielnie wydała trzy tomiki poezji. Jest też autorką słów do piosenek. Tworzy wyłącznie w języku kaszubskim. Wydany w 2014 roku tomik „Zwadë dëszë mòji”, obejmujący 100 wierszy, zawierał również ich omówienia w języku polskim.
Za twórczość poetycką wyróżniana m.in. w 1984 roku nagrodą Romana Wróblewskiego, a w 2020 roku uhonorowana nagrodą Pomeranii "Skra Ormuzdowa". W 2022 roku Labuddzie przyznano medal "Za Zasługi dla Powiatu Wejherowskiego".
Razem z siostrami od 1994 r. współtworzyła i występowała w Kabarecie Labud. W 1999 roku brała udział w nagraniach słuchowiska w studio Radia Gdańsk oraz scenki kabaretowej dla TVP 3 Gdańsk.

## Publikacje
- Labudda J.ː "Kôrba cëchotë", Zrzeszenie Kaszubsko-Pomorskie,  Gdańsk,  1986
- Labudda J.ː „Słowa òbséwają zemiã”, "Czec", Gdańsk, 1995
- Andrersen, H. Ch.ː "Brzëgné kôczę", "Region" [tłumaczenie], Głodnica, 1996
- Labudda J.ː "Zôrno mòwë : pòdrãcznik do ùczbë jãzëka kaszëbsczégò dlô pòczątkújącëch (kl. IV-VI). D. 1", Zrzeszenie Kaszubsko-Pomorskie. Zarząd Główny,  Gdańsk, 2007
- Labudda, J.ː "Twórcze życie Aleksandra Labudy: zarys monograficzny", Bolszewo 2012
- Labuda, A.ː "Bògòwie i dëchë naj przodków : (przëłożënk do kaszëbsczi mitologii) = Bogowie i duchy naszych przodków : (przyczynek do kaszubskiej mitologii)" [tłumaczenie], Bolszewo, Wejherowo, 2012
- Labudda, J.ː "Zdrój słowa : pòdrãcznik do ùczbë kaszëbsczégò jãzëka dlô pòczątkùjącëch (kl. IV-VI)", Zrzeszenie Kaszubsko-Pomorskie. Zarząd Główny, Gdańsk, 2010
- Labudda, J.ː „Zwadë dëszë mòji”, Biblioteka Publiczna Gminy Wejherowo im. Aleksandra Labudy, Gmina Wejherowo, Bolszewo, Wejherowo, 2014
- Labudda, J.ː "Osobliwości języka kaszubskiego", Cassubia Zbigniew Byczkowski,  Łęczyce,  2020